# УкрОп
"УкрОп" — сьомий студійний альбом українського гурту "Гайдамаки", який побачив світ у 2015 році. 

## Запис
Альбом записувався на київській студії ФДР, починаючи з осені 2013 року та вийшов у видавництві «Дзеркало Світу». За словами музикантів гурту, «Укроп» розшифровується як українській опір і стосується кожного українця. Більшість пісень були написані під впливом Євромайдану та наступної за ним війни на сході України. Загалом до платівки увійшло 12 пісень. Першою була пісня “Дерев'яні Щити”, написана одразу після розстрілу Небесної Сотні. Потім: “Аркана!”, “Нашим Пацанам”, “Їхав Козак на Війноньку”, “Співай Соловей”…  Усі вони є потужним виразом різних емоцій, якими живе сучасний українець – від гіркого плачу до дикого крику, від ніжного кохання до лютої ненависті, від тихого прокляття до рішучого заклику до бою.  
В «УкрОпі», незважаючи на «роковість» звучання, переважає традиційна народна українська музика. Зокрема в альбомі присутні обробки народних пісень, класичний танцювальний аркан та кілька реміксів. 

## Композиції
1. Інтро
2. Аркана
3. Нашим Пацанам
4. У відкрите небо
5. Чорнобиль Форева
6. Співай Соловей
7. Укроп
8. Дерев'яні Щити
9. Співай Соловей
10. Київське метро
11. Їхав Козак На Війноньку
12. Загін

## Музиканти
- Олександр Ярмола — спів, сопілка, коса, вірші
- Роман Дубонос — труба
- Андрій Слєпцов — гітара
- Дмитро Кушнір — барабани
- Дмитро Кірічок — бас-гітара
- Максим Бойко — тромбон

## Пісня "Укроп"
Слова пісні "Укроп", яка стала головним синглом альбому, написав боєць АТО Олександр Ткачук прямо на передовій. Музичне оформлення взяли на себе "Гайдамаки". На відміну від решти сучасних та історичних патріотичних пісень в “УКРОПі” немає жодної ноти печалі чи оплакування багатостраждальності українців. Натомість – це згусток позитиву. Як сказав лідер гурту Сашко Ярмола: «Укроп – це маленька дитина, яка народилася з попелу Майдану. І ця дитина росте повільно, але нам треба мати терпіння, адже швидко ростуть тільки чужі діти». 
Наприкінці грудня 2014 року "Гайдамаки" презентували відео на пісню "Укроп". У кліпі також знявся відомий український журналіст Богдан Кутєпов, який виконав музичну партію на баяні. Автором ідеї та режисером став Олександр Ткачук. 

## Презентація альбому
16 квітня 2015 року відбулася гучна презентація альбому "УкрОп" в Києві, в клубі Сентрум. Публіка дуже схвально сприйняла новий реліз від Гайдамаків. В залі було багато військових, навіть, поранені бійці. Альбом вийшов по-справжньому бойовим, потужним, дуже роковим, з нехарактерними для попередньої творчості гурту музичними рішеннями.  
Після київської презентації гурт вирушив у тур містами України, і найяскравішим став благодійний концерт в Маріуполі, де місцевий будинок культури зібрав просто неймовірну кількість українських патріотів. 